# UFO (Universiteit Gent)

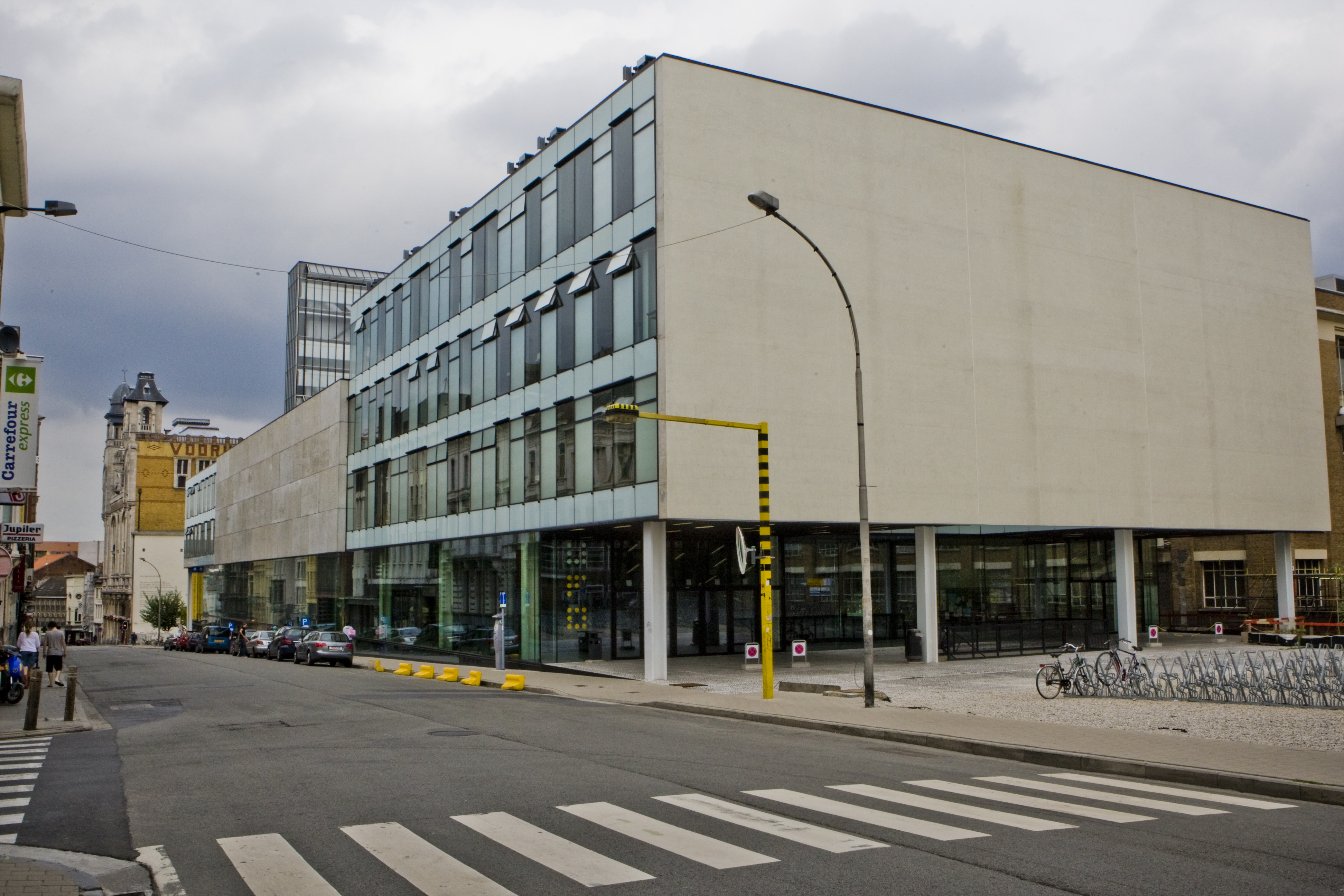
Het UFO-gebouw in 2010 met in de achtergrond de Gentse Vooruit

Het Universiteitsforum of kortweg Ufo is een gebouw van de Universiteit Gent aan de Sint-Pietersnieuwstraat in de Belgische stad Gent. Het Ufo huisvest het grootste auditorium van de universiteit, het auditorium Leon De Meyer, genoemd naar de archeoloog en oud-rector. Het auditorium met 1000 plaatsen kan in tweeën gedeeld worden door een mobiele wand. De dominante bouwmaterialen van het Ufo zijn glas en beton.
Op 15 oktober 2009 werd het gebouw plechtig geopend door rector Paul Van Cauwenberge, vicerector Luc Moens, architect Stéphane Beel, en Vlaams minister-president Kris Peeters.

## Studentenprotesten
Het UFO is verschillende keren langdurig bezet door studenten.
Op 5 juli 2021 bezetten een 40-tal activisten het UFO in solidariteit met een hongerstakingsactie van mensen zonder papieren.
Sinds 6 mei 2024 wordt het gebouw bezet door studenten en activisten, die eisen dat de Universiteit Gent alle banden met Israël verbreekt. De bezetting maakt deel uit van een wereldwijde beweging van studenten in 2024 als reactie op de Gaza-oorlog en zorgde ervoor dat een aantal samenwerkingen herbekeken werd. Eind mei beëindigde de universiteit "alle lopende samenwerkingen met Israëlische onderzoeksinstellingen en universiteiten".